# Liste der Biografien/Golu
Liste der Biografien |
Portal Biografien |
Personensuche
# |
A |
B |
C |
D |
E |
F |
G |
H |
I |
J |
K |
L |
M |
N |
O |
P |
Q |
R |
S |
T |
U |
V |
W |
X |
Y |
Z |
?
 
Ga |
Gb |
Gc |
Gd |
Ge |
Gf |
Gh |
Gi |
Gj |
Gk |
Gl |
Gm |
Gn |
Go |
Gp |
Gq |
Gr |
Gs |
Gu |
Gv |
Gw |
Gy |
Gz
 
Goa |
Gob |
Goc |
God |
Goe |
Gof |
Gog |
Goh |
Goi |
Goj |
Gok |
Gol |
Gom |
Gon |
Goo |
Gop |
Gor |
Gos |
Got |
Gou |
Gov |
Gow |
Goy |
Goz
 
Gola |
Golb |
Golc |
Gold |
Gole |
Golf |
Golg |
Goli |
Golj |
Golk |
Goll |
Golm |
Goln |
Golo |
Golp |
Gols |
Golt |
Golu |
Golv |
Goly |
Golz
Die Liste der Biografien führt alle Personen auf, die in der deutschsprachigen Wikipedia einen Artikel haben. Dieses ist eine Teilliste mit 52 Einträgen von Personen, deren Namen mit den Buchstaben „Golu“ beginnt.

## Golu

### Golub
- Golub, Gene H. (1932–2007), amerikanischer Mathematiker
- Golub, Jeff (1955–2015), US-amerikanischer Gitarrist des Smooth Jazz
- Golub, Leon (1922–2004), US-amerikanischer Maler und Grafiker
- Golub, Phillip (* 1993), amerikanischer Musiker (Piano, Komposition)
- Golubeva, Marija (* 1973), lettische Politikerin
- Golubew, Alexander Wjatscheslawowitsch (* 1972), russischer Eisschnellläufer
- Golubew, Alexei (* 1999), kasachischer E-Sportler
- Golubew, Andrei (* 1987), russisch-kasachischer Tennisspieler
- Golubew, Artjom Walerjewitsch (* 1999), russischer Fußballspieler
- Golubew, Daniil Andrejewitsch (* 2001), russischer Tennisspieler
- Golubew, Denis Pawlowitsch (* 1991), russischer Eishockeyspieler
- Golubew, Jewgeni Kirillowitsch (1910–1988), russischer Komponist
- Golubew, Konstantin Dmitrijewitsch (1896–1956), sowjetischer Generalleutnant
- Golubew, Nikolai Borissowitsch (* 1970), russischer Fußballschiedsrichterassistent
- Golubew, Wladimir Wassiljewitsch (1884–1954), russischer Mathematiker
- Golubew-Monatkin, Iwan Fjodorowitsch (1897–1970), sowjetischer Konteradmiral
- Golubewa, Jekaterina (1966–2011), russische Schauspielerin
- Golubewa, Jelisaweta Sergejewna (* 1996), russische Eisschnellläuferin
- Golubez, Iwan Karpowitsch (1916–1942), sowjetischer Matrose der Schwarzmeerflotte, Held der Sowjetunion
- Golubic, Viktorija (* 1992), Schweizer TennisspielerinViktorija Golubic (* 1992)

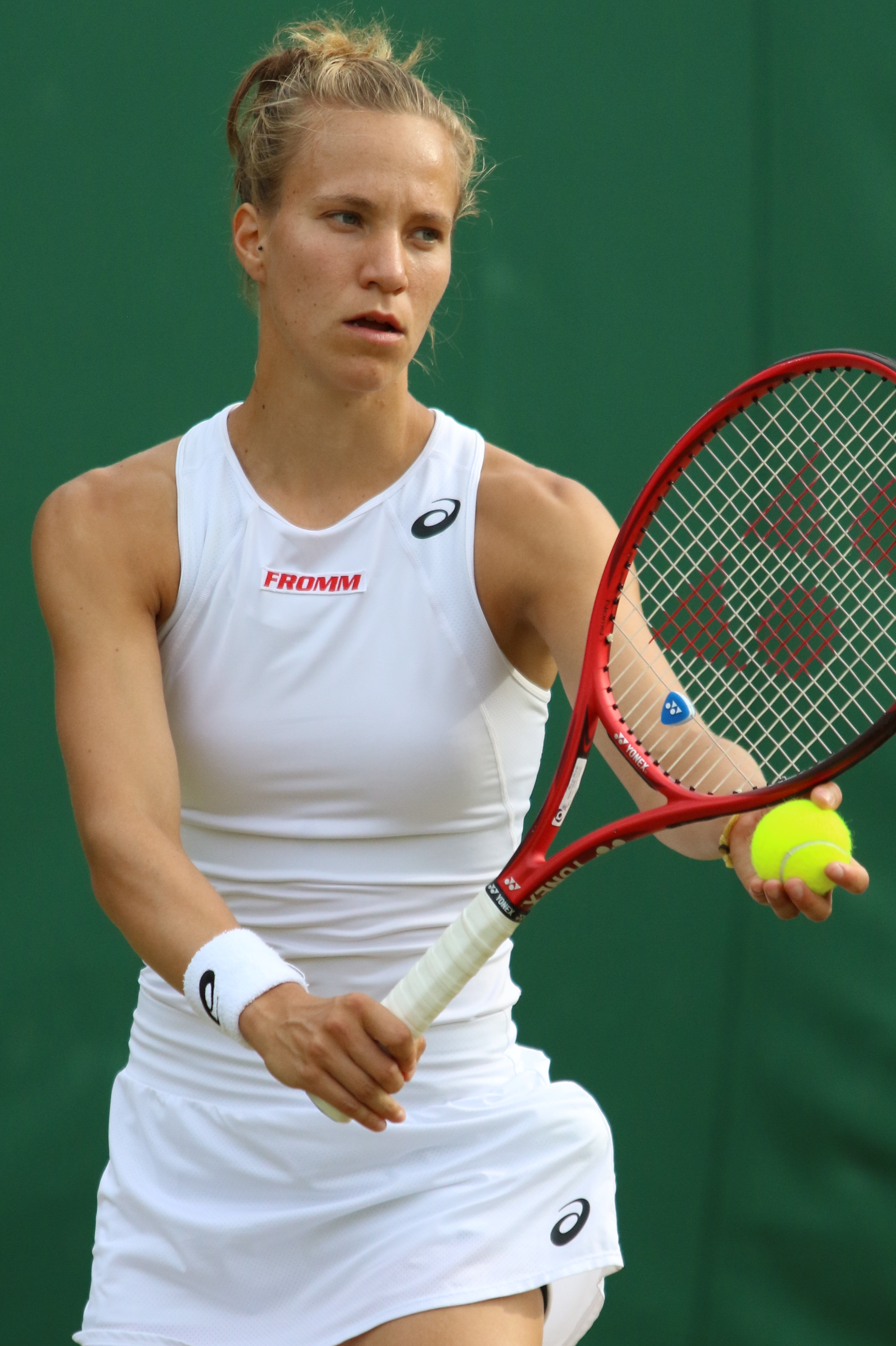
Viktorija Golubic (* 1992)

- Golubitsky, Martin (* 1945), US-amerikanischer Mathematiker
- Golubizki, Oleg Borissowitsch (1923–1995), sowjetischer bzw. russischer Schauspieler und Synchronsprecher
- Golubjow, Alexander (* 1964), sowjetisch-russischer Skilangläufer
- Golubkina, Anna Semjonowna (1864–1927), russische Bildhauerin
- Golubkina, Larissa Iwanowna (1940–2025), sowjetische bzw. russische Schauspielerin und Sängerin
- Golubkov, Gennadi (* 1937), estnischer Politiker
- Golubkowa, Nina Sergejewna (1932–2009), sowjetisch-russische Lichenologin
- Golubnitschaja, Marija Wassiljewna (1924–2015), russische Leichtathletin
- Golubović, Bojan (* 1983), bosnisch-herzegowinischer Fußballspieler
- Golubovic, Daniel (* 1993), australischer Zehnkämpfer
- Golubović, Marko (* 1995), serbischer Fußballspieler
- Golubović, Milan (* 2000), serbischer Handballspieler
- Golubović, Petar (* 1994), serbischer Fußballspieler
- Golubović, Srđan (* 1972), serbischer Filmregisseur
- Golubović, Zagorka (1930–2019), jugoslawische bzw. serbische Soziologin und Anthropologin
- Golubtschikowa, Julija Alexejewna (* 1983), russische Stabhochspringerin
- Golubzow, Fjodor Alexandrowitsch (1759–1829), russischer Staatsbeamter und Finanzminister
- Golubzow, Wadim Witaljewitsch (* 1988), russischer Eishockeyspieler
- Golubzow, Wjatscheslaw Alexejewitsch (1894–1972), russischer Wissenschaftler
- Golubzowa, Walerija Alexejewna (1901–1987), sowjetische Elektroingenieurin

### Goluc
- Goluchow-Maler, griechischer Vasenmaler
- Gołuchowski, Agenor der Ältere (1812–1875), österreichischer Staatsmann
- Gołuchowski, Agenor der Jüngere (1849–1921), österreich-ungarischer Politiker
- Golücke, Friedhelm (* 1941), deutscher Gymnasiallehrer und Regional- und Studentenhistoriker

### Goluk
- Golüke, Josef (1894–1960), deutscher Politiker (CDU), MdL
- Golüke, Nick (* 1973), deutscher Sportjournalist, Reporter, Regisseur und Filmproduzent

### Golun
- Golunow, Iwan Walentinowitsch (* 1983), russischer Journalist
- Golunski, Sergei Alexandrowitsch (1895–1962), sowjetischer Jurist und Diplomat

### Golus
- Goluschko, Galina (* 1988), kasachische Biathletin
- Golusda, Christian (* 1948), deutscher Akteur, Autor und Arzt
- Golusin, Gennadi Michailowitsch (1906–1952), russischer Mathematiker

### Goluz
- Goluža, Slavko (* 1971), kroatischer Handballspieler und -trainer